# Niní Marshall
Niní Marshall (Buenos Aires, 1903 – ibidem, 1996), pseudonyme de Marina Esther Traveso, était une journaliste, scénariste, chanteuse et comédienne de théâtre et de cinéma argentine.

## Vie et carrière
Niní Marshall commença sa carrière dans les années 1930 comme rédactrice à la revue Sintonía, sous le pseudonyme de Mitzy. Elle apparut ensuite comme chansonnière dans une série d’émissions de radio, jusqu’à ce que ses dons de comédienne la portèrent à travailler comme actrice radiophonique, en formant un duo comique avec Juan Carlos Thorry. Sa popularité s’accroissant, elle fut engagée par Manuel Romero pour son film Mujeres que trabajan (1938) , où elle intervint à la fois comme actrice et comme scénariste. Entre 1939 et 1940, elle codirigea une trilogie cinématographique mise en scène par le même Romero, laquelle comprenait les films Divorcio en Montevideo, Casamiento en Buenos Aires et Luna de miel en Río.
Son observation minutieuse de la société argentine lui permit de créer deux personnages emblématiques, Catita et Cándida, archétypes de l’immigration européenne du XXe siècle ; c’est du reste en les incarnant qu’elle apparaîtra dans une bonne part des films de sa carrière cinématographique. Dans la décennie 1940, elle tint le rôle vedette dans les premières superproductions du cinéma argentin, Carmen de 1943, puis Madame Sans-Gêne en 1945 — obtenant pour sa prestation dans ce dernier film le prix de la meilleure actrice comique de l’ACCA —, tous deux mis en scène par Luis César Amadori. À la suite du coup d’État de 1943, Niní Marshall dut s’exiler au Mexique, au motif notamment que, d’après les nouvelles autorités, les personnages qu’elle avait interprétés maniaient un langage dénaturé (« deformación del idioma »). Une situation semblable se reproduisit en 1950 lorsque, sous le gouvernement de Juan Domingo Perón, dans une période de grande confusion, plus aucune proposition de travail ne lui sera faite. 

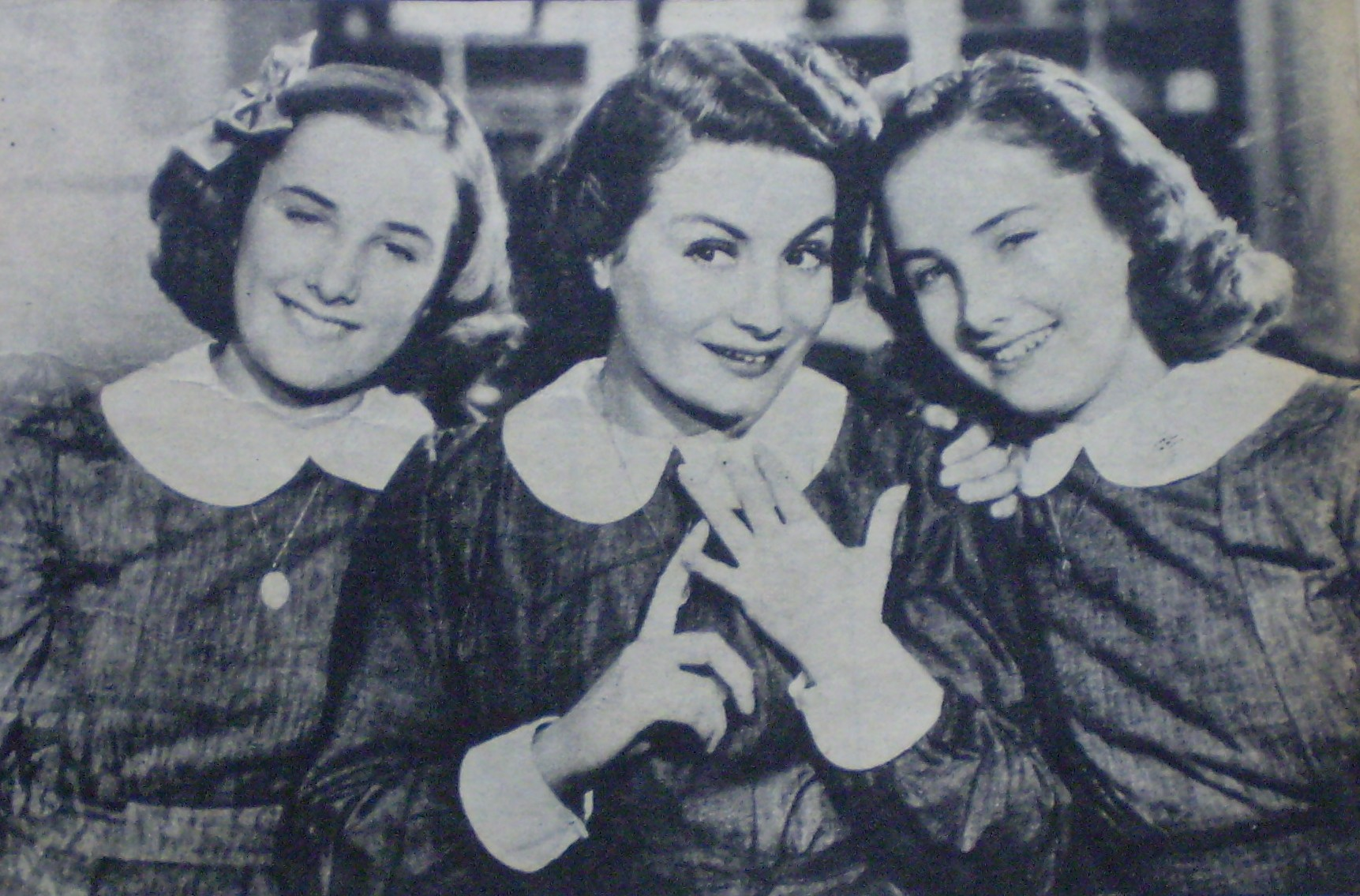
Niní Marshall dans le film Hay que educar a Niní (au centre, entre les jumelles Mirtha et Silvia Legrand.

Son retour au cinéma après la chute du péronisme se concrétisa par son rôle dans Catita es una dama (1956), qui cependant n’eut pas le même succès que ses films précédents. Ses interprétations suivantes furent dans des comédies à bas budget, qui ne lui permirent de briller que d’une façon limitée et ne furent que médiocrement accueillies. En revanche, ses prestations télévisuelles des années 1960, dans Sábados circulares, série de Nicolás Mancera, eurent un fort retentissement auprès du public. En 1973, elle fut sollicitée par Lino Patalano de participer au spectacle de café-concert Y… se nos fue redepente, lequel fut joué plus de 1500 fois et lui fournit l’occasion de redonner corps à tous ses personnages d’autrefois. Du côté de sa carrière théâtrale, elle s’illustra dans les pièces Coqueluche, Buenos Aires de seda y percal et La señora Barba Azul. Son succès en tant qu’humoriste lui valut les surnoms de « grande dame de l’humour » et de « la Chaplin en jupon »,.
En 1980, après le tournage du film ¡Qué linda es mi familia! aux côtés de Luis Sandrini, Niní Marshall prit congé du cinéma, mais publia en 1985 ses mémoires et continua à travailler sporadiquement pour la télévision jusqu’en 1988. Les dernières années de sa vie seront marquées par plusieurs hommages, dont en particulier celui d’être déclarée « Citoyenne illustre de Buenos Aires » en 1989 et le prix Podestá pour l’ensemble de sa carrière en 1992. Au moment de sa disparition en 1996, Niní Marshall était considérée comme l’une des figures du monde du spectacle les plus importantes et parmi les plus reconnues d’Argentine. Un théâtre à Tigre et une rue du quartier portègne de Puerto Madero ont été baptisés à son nom,.

## Filmographie
Durant les quelque 50 années de sa carrière professionnelle, Niní Marshall apparut dans 38 films, dont 28 en Argentine, 9 au Mexique et un en Espagne, et participa plus d’une dizaine de fois à des séries télévisées. Sa filmographie, qui comporte surtout des comédies, s’étend entre 1938 et 1980, période au cours de laquelle elle se voua également au théâtre et à la radio.

### En Argentine
- ¡Qué linda es mi familia! (1980)
- Vamos a soñar por el amor (1971)
- La novela de un joven pobre (1968)
- Ya tiene comisario el pueblo (1967)
- Escándalo en la familia (1967)
- Cleopatra era Cándida (1964)
- Catita es una dama (1956)
- Mujeres que bailan (1949)
- Porteña de corazón (1948)
- Navidad de los pobres (1947)
- Buenos Aires canta (1947)
- Una mujer sin cabeza (1947)
- Mosquita muerta (1946)
- Santa Cándida (1945)
- Madame Sans Gene (1945)
- Carmen (1943)
- Cándida, la mujer del año (1943)
- La mentirosa (1942)
- Cándida millonaria (1941)
- Orquesta de señoritas (1941)
- Yo quiero ser bataclana (1941)
- Luna de miel en Río (1940)
- Hay que educar a Niní (1940)
- Los celos de Cándida (1940)
- Casamiento en Buenos Aires (1940)
- Cándida (1939)
- Divorcio en Montevideo (1939)
- Mujeres que trabajan (1938)

### Au Mexique
- Una gallega en La Habana (1955)
- Dios los cría (1953)
- Reportaje (1953)

- Amor de locura (1952)
- Los enredos de una Gallega (1951)
- Mi campeón (1951)

- La alegre casada (1950)
- Una gallega baila mambo (1950)
- Una gallega en México (1949)

### En Espagne
- Yo no soy la Mata-Hari (1949)

## Apparitions à la télévision
- El mundo de Antonio Gasalla (1988)
- Juntos (1982)
- Mónica y Andrés (1980)
- Y... se nos fue redepente (1979)
- Al estilo de Mancera (1978)
- Especial Niní Marshall (1977)
- El humor de Niní Marshall (1977)
- Teatralerías (1967)
- Sábados circulares (1966-69) (1971-72)
- Cosas de mamá y papá (1964)
- Esas cosas de Niní (1960)
- Niní Marshall (1958)
- Philco Music Hall (1957)

## Rôles au théâtre
- ¿Quién apagó la radio? (1981)
- Una noche en la radio (1977) (1981)
- El pequeño Marshall-Luz ilustrado (1976)
- Y... se nos fue redepente! (1973)
- Coqueluche (1971)
- Recuerdo del viejo Buenos Aires (1969)
- ¡Vos que lo tenés, cuidalo! (1965)
- Escándalo en Mar del Plata (1965)
- La señora Barba Azul (1963)
- Buenos Aires de seda y percal (1963)
- Cosas de mamá y papá (1961)
- Pepe volvió con música (1948)
- Carrousel de estrellas (1948)
- Un lío de millones (1946)